# Chenopodium stellulatum
Chenopodium stellulatum är en amarantväxtart som först beskrevs av George Bentham, och fick sitt nu gällande namn av Paul Aellen. Chenopodium stellulatum ingår i släktet ogräsmållor, och familjen amarantväxter. Inga underarter finns listade i Catalogue of Life.